# Eine Million Jahre vor unserer Zeit

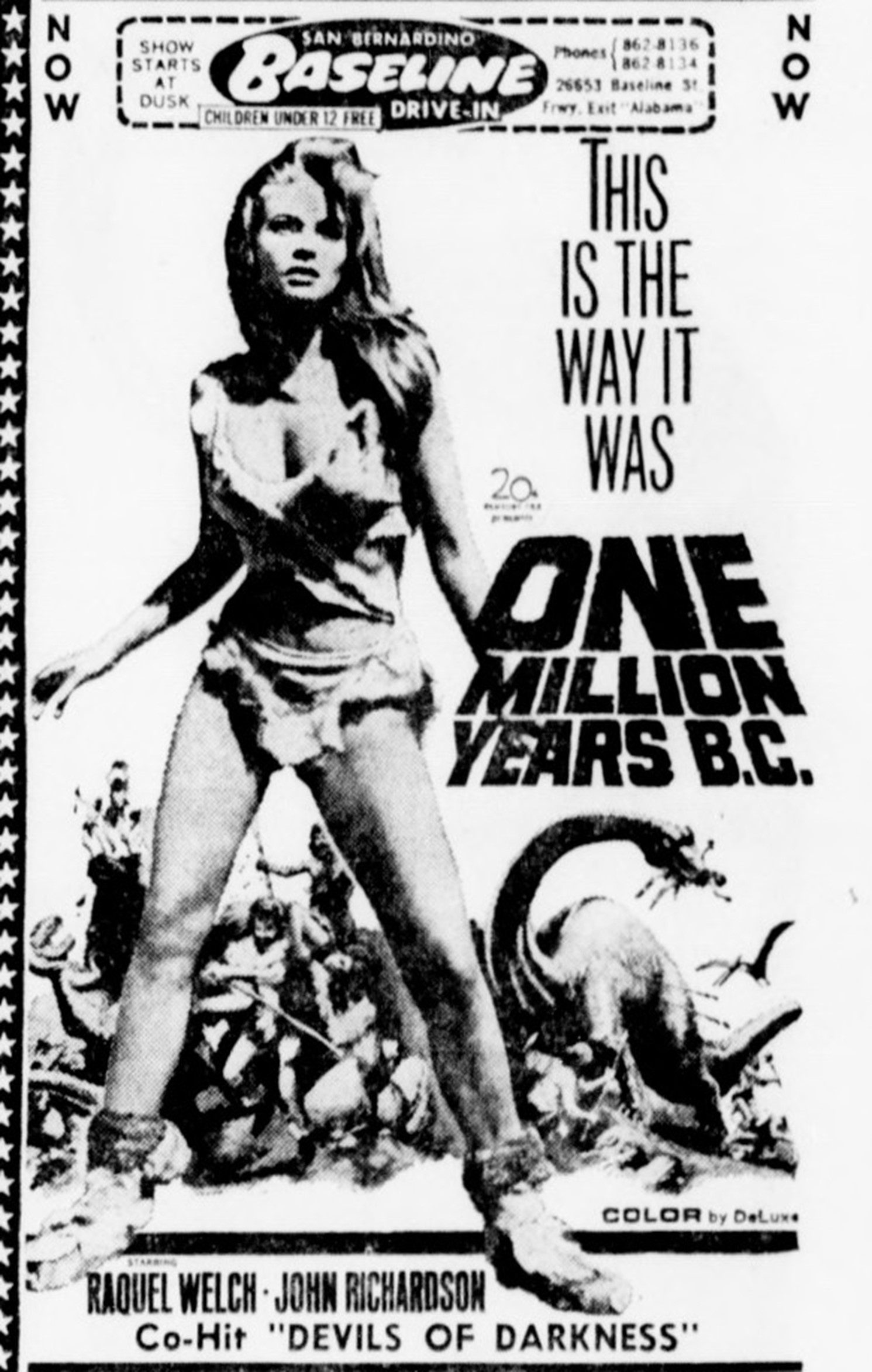
Baseline Drive-In-Theaterwerbung für den Abenteuer-Fantasy-Film One Million Years B.C. 28. Juli 1967.

Eine Million Jahre vor unserer Zeit (englischer Originaltitel: One Million Years B. C.) ist ein britischer Fantasyfilm von Don Chaffey aus dem Jahre 1965, der 1966 erschien. Der Film,  ein Remake von Tumak, der Herr des Urwalds (1940), startete am 24. November 1966 in den deutschen Kinos.

## Handlung
Der in einem imaginären Land lebende Frühmensch bzw. Steinzeitmensch Tumak vom Felsenstamm wird nach einem Streit mit seinem Vater, dem Stammeshäuptling Akhoba, in einen Abgrund geworfen und verstoßen. Während seiner Wanderschaft durch das Ödland begegnet er einer Riesenechse, einem Brontosaurier und einer Riesenspinne. An einem Strand bricht er erschöpft zusammen, wird dort von der gutaussehenden Loana und ihren Freundinnen gefunden und zu ihrem weitaus fortschrittlicheren Stamm, dem Muschelstamm, gebracht. Dabei werden sie von einer Riesenschildkröte angegriffen, die jedoch von den Männern des Stammes abgewehrt werden kann. Tumak wird von Loana aufgepäppelt und lernt die viel friedlichere, kooperativere und handwerklich geschicktere Kultur ihres Stammes kennen, die sich sehr von der egoistischen und gewalttätigen Lebensweise des Felsenstammes unterscheidet. Als deren Lager von einem Allosaurus angegriffen wird, tötet Tumak diesen. Nach einem Streit mit einem Stammesmitglied um einen Speer macht sich Tumak jedoch erneut auf den Weg; Loana begleitet ihn diesmal. Die beiden trinken aus einer Wasserstelle, welche in einer Höhle liegt, die von primitiven, aggressiven Affenmenschen bewohnt wird, und verstecken sich vor ihnen. Anschließend entkommen sie einem Kampf zwischen einem Triceratops und einem Ceratosaurus, wobei der Triceratops als Sieger hervorgeht. Die beiden kehren zu Tumaks Stamm zurück, wo es wieder zu Streitigkeiten kommt, da sich nun sein eifersüchtiger Bruder Sakana als Stammesoberhaupt erhoben hat. Als Loana badet, wird sie von einem Pteranodon ergriffen, der sie an seinen Nachwuchs verfüttern will, sie jedoch ins Meer wirft, als er von einem Rhamphorhynchus angegriffen wird. Tumak hält sie für tot, während Loana verletzt zu ihrem Stamm zurückkehrt und freiwillige Krieger zur Hilfe gegen Tumaks Widersacher entsendet. Als sich die Krieger von Loanas und Tumaks Stamm bekämpfen, bricht der nahegelegene Vulkan aus und begräbt die Felsenstamm-Höhle unter sich. Tumak, Loana und die anderen Überlebenden ziehen nun Richtung Loanas Stamm. Die Überlebenden des Vulkanausbruchs suchen nun unter Tumaks Führung eine neue Heimat.

## Kritiken
„Auf primitive Gruseleffekte angelegter, völlig unglaubwürdiger Fantasy-Film voller billiger Tricks, oft unfreiwillig komisch.“

„Die Steinzeitmenschen lieben und prügeln sich, daß die Felswände aus Schaumstoff (von Filmdesigner Ray Harryhausen) wackeln; die übrigen Special Effects sind jedoch auf so hohem Niveau, daß der etwas naive Saurier-Thriller zum Sehvergnügen wird, wozu auch Raquel Welch wesentlich beiträgt. Wertung: 2½ Sterne; überdurchschnittlich.“

„Alberne Urwelt-Phantasie um zwei unterschiedliche Menschenstämme und einige schon damals ausgestorbene Saurier. Insgesamt ganz überflüssig und für Kinder ungeeignet.“

## Hintergründe
- Es war die 100. Filmproduktion der Hammer Films und zugleich ein Remake von Tumak – Der Herr des Urwalds. Die Dreharbeiten fanden mitten im Winter auf den Kanarischen Inseln statt. Großes Aufsehen erregte das Werbeplakat mit einer Großaufnahme von Raquel Welch, die im Film ihre zweite Hauptrolle nach Die phantastische Reise hatte. Der Erfolg führte zu drei Fortsetzungen.
- Nach dem Ende der Dreharbeiten fügte der für die Spezialeffekte verantwortliche Ray Harryhausen die in Stop-Motion animierten Dinosaurier in den Film ein, etwa einen Flugsaurier, der die von Raquel Welch gespielte Heldin ergreift und sie dann ins Meer fallen lässt. Das erste und einzige Mal arbeitete er auch mit einer echten Echse in Großaufnahme.

## Soundtrack
- Mario Nascimbene: One Million Years B. C. · When Dinosaurs Ruled the Earth · Creatures the World Forgot. 3 Original Soundtracks Composed and Conducted by Mario Nascimbene. Intermezzo Media, Mailand 1994, Tonträger-Nr. Legend CD 13  – Originalaufnahme der Filmmusik unter der Leitung des Komponisten.